# لتی (ناحیه پراگ-غرب)
لتی (به چکی: Lety) یک منطقهٔ مسکونی در جمهوری چک است که در ناحیه پراگ-غرب واقع شده‌است. لتی ۳٫۲۳ کیلومتر مربع مساحت و ۱٬۲۸۴ نفر جمعیت دارد و ۲۰۷ متر بالاتر از سطح دریا واقع شده‌است.